# Hannes Jochum
Hannes Jochum (* 8. Jänner 1977) ist ein österreichischer Fußballtrainer. Seit 2013 ist er Co-Trainer beim Wolfsberger AC.

## Karriere
Er begann seine Karriere bei FC Tirol. Dort konnte er sich aber nicht durchsetzen und wechselte 1999 zum LASK Linz, wo er auf Anhieb zum Stammspieler wurde. In der Saison 2005 zog er sich einen Kreuzbandriss zu.
2006 wechselte er zum WAC/St. Andrä, wo er 2009/10 den Aufstieg in die Erste Liga feiern konnte.

## Erfolge
- 1 × Meister Regionalliga Mitte: 2010